# Ерік Рамірес (венесуельський футболіст)
Ерік Клейбель Рамірес Матеус (ісп. Eric Kleybel Ramírez Matheus, нар. 20 листопада 1998, Баринас, Венесуела) — венесуельський футболіст, нападник українського клубу «Динамо» (Київ) та збірної Венесуели.

## Біографія

### «Самора»
Вихованець клубу «Самора». За першу команду Рамірес дебютував 1 травня 2016 року в матчі проти «Естудіантеса де Меріда» (5:0) у 18 турі Апертури 2016 року. Рамірес вийшов на заміну на 70-й хвилині замість Арлеса Флореса. До кінця року Рамірес зіграв лише 4 гри за клуб в усіх турнірах, так і не ставши основним гравцем.
Тому на початку 2017 року його було віддано в оренду в клуб «Естудіантес де Каракас», за який футболіст зіграв лише 2 матчі та забив 1 гол в Південноамериканському кубку проти парагвайського клубу «Соль де Америка» (2:3, 1:7).

### «Карвіна», «Сениця»
27 липня 2017 року Рамірес перейшов у чеський клуб «Карвіна» і вже 5 серпня дебютував за нову команду у чеській Першій лізі 2017/2018 в грі проти столичного «Богеміанса» (1:2). За півтора роки венесуельський нападник зіграв за «Карвіну» 36 ігор в усіх турнірах і забив 5 голів.
7 лютого 2019 року він був відданий в оренду в «Сеницю» з словацької Суперліги до кінця сезону. Дебютував у новій команді 16 лютого 2019 року в матчі чемпіонату проти «Тренчина» (0:3). Загалом до завершення оренди забив за команду 9 голів у 15 іграх в усіх турнірах.

### «ДАК 1904»
9 липня 2019 року Ерік став гравцем іншого словацького клубу «ДАК 1904». У новій команді продовжив показувати високу результативність і в сезоні 2020/21 забив 16 голів у 31 матчі чемпіонату Словаччини, ставши другим найкращим бомбардиром турніру і допоміг команді стати віце-чемпіоном Словаччини.

### «Динамо» (Київ)
23 липня 2021 року Ерік Рамірес перейшов до клубу «Динамо» (Київ), з яким уклав контракт на 5 років. 11 серпня 2021 року дебютував за новий клуб у матчі Прем'єр-ліги проти «Минаю» (2:0), відзначившись результативною передачею на 19-й хвилині на Віталія Буяльського, а також дебютним голом на 45+1-й хвилині. Дебютувавши, Рамірес став першим венесуельцем в історії «Динамо». 20 жовтня дебютував у Лізі чемпіонів УЄФА в грі проти «Барселони», замінивши на 85-й хвилині Віталія Буяльського. Загалом до кінця року латиноамериканець зіграв 7 ігор за клуб і забив 1 гол, так і не ставши основним нападником.

### Оренди в «Спортінг» та «Слован»
Після першої частини сезону, 30 січня 2022 року, перейшов на правах оренди у хіхонський «Спортінг». Дебютував у іспанській Сегунді 5 лютого 2022 року в 26-му турі в матчі проти «Ейбара». Він вийшов на поле на 65-й хвилині, але не запобіг поразці своєї команди з рахунком 0:1. Загалом за півроку він провів 12 матчів чемпіонату, у більшості з яких виходив на поле на заміну.
1 липня 2022 року Рамірес повернувся до Словаччини, де на правах річної оренди з можливістю повноцінного трансферу став гравцем «Слована» (Братислава). Вже наступного дня венесуелець у товариському матчі проти «Брно» (2:2) відразу відзначився першим голом на 34-й хвилині поєдинку. На офіційному рівні дебютував 6 липня у матчі другого кваліфікаційного раунду Ліги чемпіонів УЄФА 2022/23 проти «Динамо» з Батумі (0:0). Після перемоги за тиждень на виїзді з рахунком 2:1 після додаткового часу словацька команда пройшла до наступного тижня. 17 липня 2022 року Рамірес дебютував у чемпіонаті у футболці «Слована» в першому турі проти команди-новачка «Подбрезова», відігравши 57 хвилин, а його команда сенсаційно програла 1:2. 25 серпня венесуелець у матчі плей-оф кваліфікації Ліги конференцій проти боснійського «Зриньські» вийшов на заміну на 66-й хвилині та оформив дубль, а також забив у серії післяматчевих пенальті, завдяки чому його команда здобула перемогу і вийшла до групового етапу. При цьому другий гол був забитий на 121 хвилині «бісиклетою» з 13 метрів. У групі Рамірес у матчі з вірменським «Пюніком» (2:1) на 85 хвилині забив переможний гол і в підсумку допоміг команді посісти 1 місце у групі та пробитись до весняної частини єврокубку. У чемпіонаті перший гол забив 31 серпня у восьмому турі, коли в матчі проти свого колишнього клубу «ДАК 1904» на 72-й хвилині відзначився з пенальті і встановив остаточний рахунок 1:1. Згодом забив у цьому турнірі ще два голи (останній — у листопаді проти «Ружомберока» (2:0)), і ще один гол у національному кубку. Заагалом Рамірес зіграв за команду 28 матчів і забив 6 м'ячів в усіх турнірах. Він перестав з'являтися на полі в листопаді через конфлікт із головним тренером Владіміром Вайссом.

### Повернення в «Динамо»
1 березня 2023 року достроково повернувся у «Динамо» і був внесений до заявки команди на другу половину сезону 2022/23 під 15 номером, який раніше належав Віталію Циганкову, що саме покинув команду.

### Оренди в «Атлетіко Насьйональ» та «Тігре»
В липні 2023 року перейшов в річну оренду в колумбійський «Атлетіко Насьйональ» до 30 червня 2024 року.
Влітку 2024 перейшов до аргентинського клубу «Тігре».

## Виступи за збірну
1 жовтня 2020 року Ерік отримав перший виклик до національної збірної Венесуели на матчі кваліфікації до чемпіонату світу 2022 року і 13 жовтня 2020 року він дебютував у головній команді країни, вийшовши на заміну на 89-й хвилині в матчі проти Парагваю (0:1).

## Досягнення
- Володар Кубка Колумбії (1): 2023